# Villa Eichstätter Straße 24

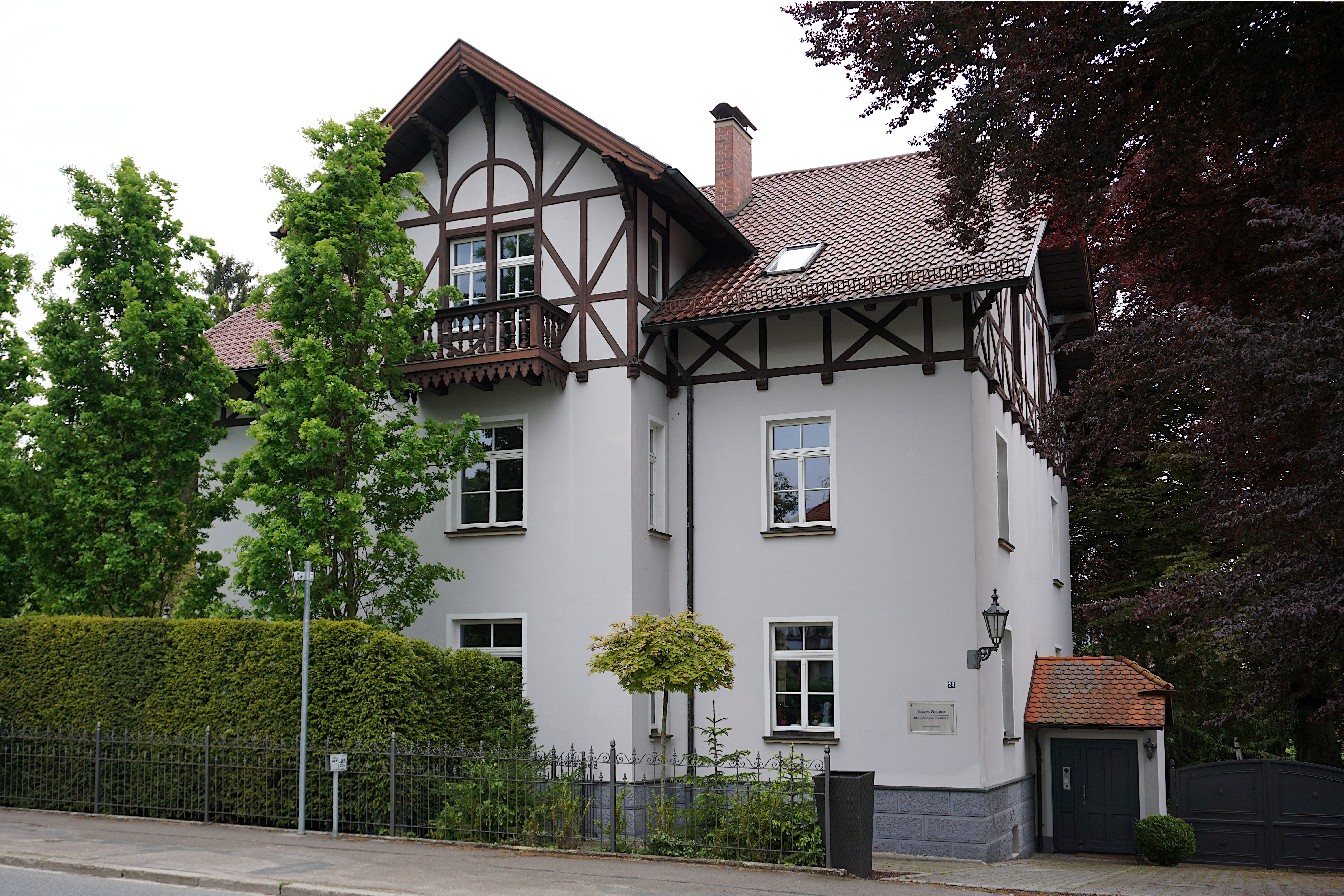
Die Villa im Mai 2020

Das Gebäude Eichstätter Straße 24 ist eine Villa und ein Wohngebäude in Weißenburg in Bayern, einer Großen Kreisstadt im mittelfränkischen Landkreis Weißenburg-Gunzenhausen. Das Gebäude ist unter der Denkmalnummer D-5-77-177-623 als Baudenkmal in die Bayerische Denkmalliste eingetragen.
Das Gebäude befindet sich auf einer Höhe von 430 Metern über NHN östlich der denkmalgeschützten Altstadt Weißenburgs. In direkter Nachbarschaft befinden sich die Villen Eichstätter Straße 17 und 19, unweit befinden sich die Villa Pflaumer, die Stichvilla und die Villa Raab.
Das Gebäude wurde 1898 nach Planung des Bauingenieurs Karl Pflaumer errichtet. Das Bauwerk entstand wie zahlreiche andere Villen im Weißenburger Stadtgebiet, als im Zuge der Industrialisierung reichere Familien am Rande der Altstadt Villen errichteten. Der zweigeschossige Bau trägt ein Krüppelwalmdach und besitzt einen Mittelrisalit mit Zwerchhaus sowie Zierfachwerk an Giebeln und Risaliten.